# Furio Camillo

Furio Camillo is een metrostation in het stadsdeel municipio VII van de Italiaanse hoofdstad Rome. Het station werd geopend op 16 februari 1980 en wordt bediend door lijn A van de metro van Rome.

## Geschiedenis
Het station ligt onder de Via Appia Nuova ter hoogte van het vroegere tramdepot van het zuidelijke tramnet. In het metroplan van 1941 was het station opgenomen als onderdeel van een voorstadslijn naar het vliegveld met een vertakking naar Cinecittà.
Na de Tweede Wereldoorlog werd de metrobouw hervat en het tracé van lijn A nader uitgewerkt. De vertakking naar Cinecittà vormde samen met het deel onder de binnenstad en een tracé van Flaminio naar het westen de definitieve route van lijn A. Zodoende werd Furio Camillo in het tracébesluit van 1959 onderdeel van lijn A. De bouw van de lijn begon in 1963 maar werd opgeschort toen bleek dat de aanleg met bouwputten te veel hinder voor het wegverkeer opleverde. Voor het deel onder de Via Appia Nuova werd de openbouwput methode vervangen door een geboorde tunnel op 20 meter diepte. De herziening nam 5 jaar in beslag zodat pas in 1969 echt gestart werd met de bouw van het station en de aansluitende tunnels. De verdeelhal werd nog wel in een openbouwput gebouwd.

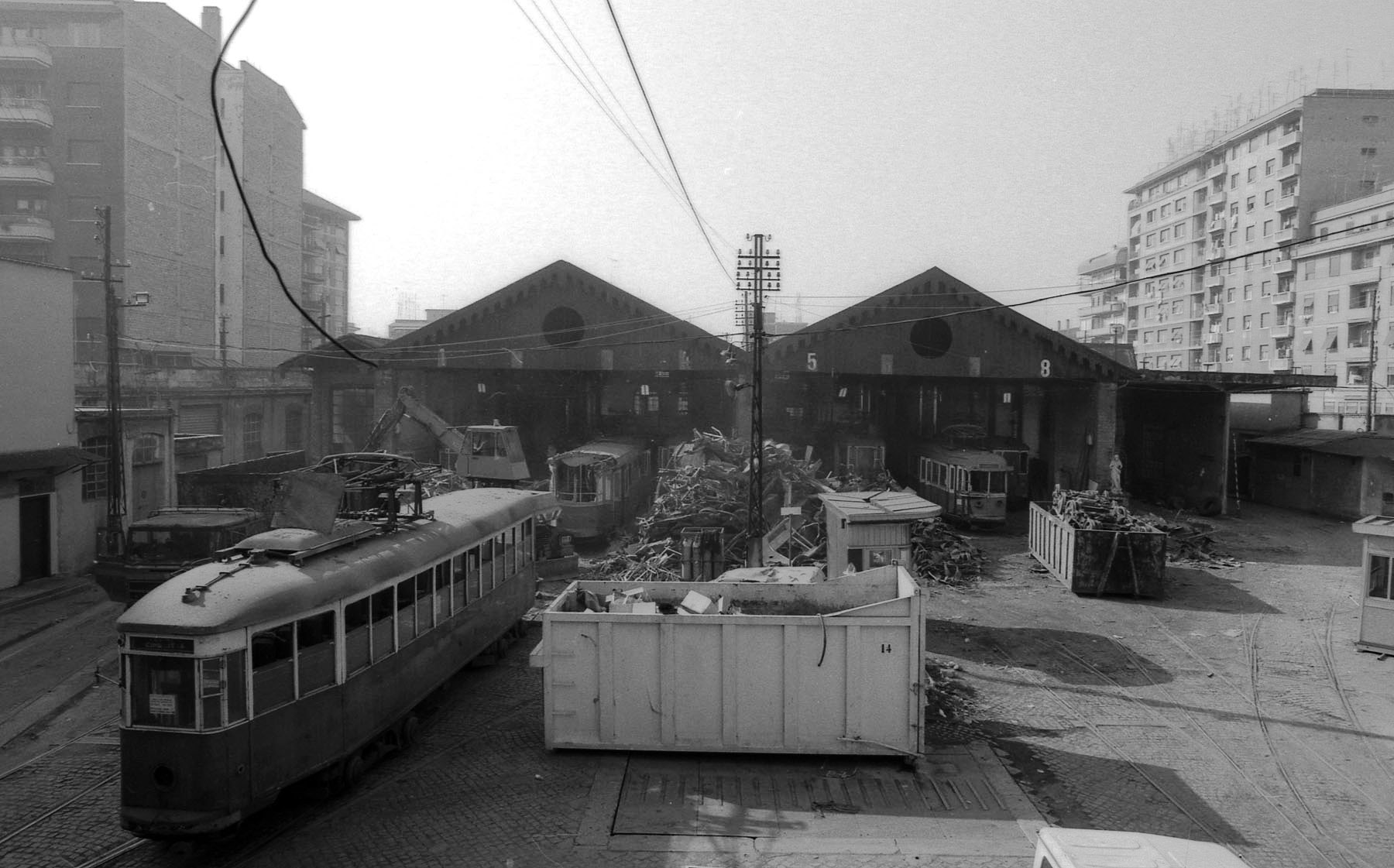
Het tramdepot tijdens de sloop van opgeslagen trams in 1992
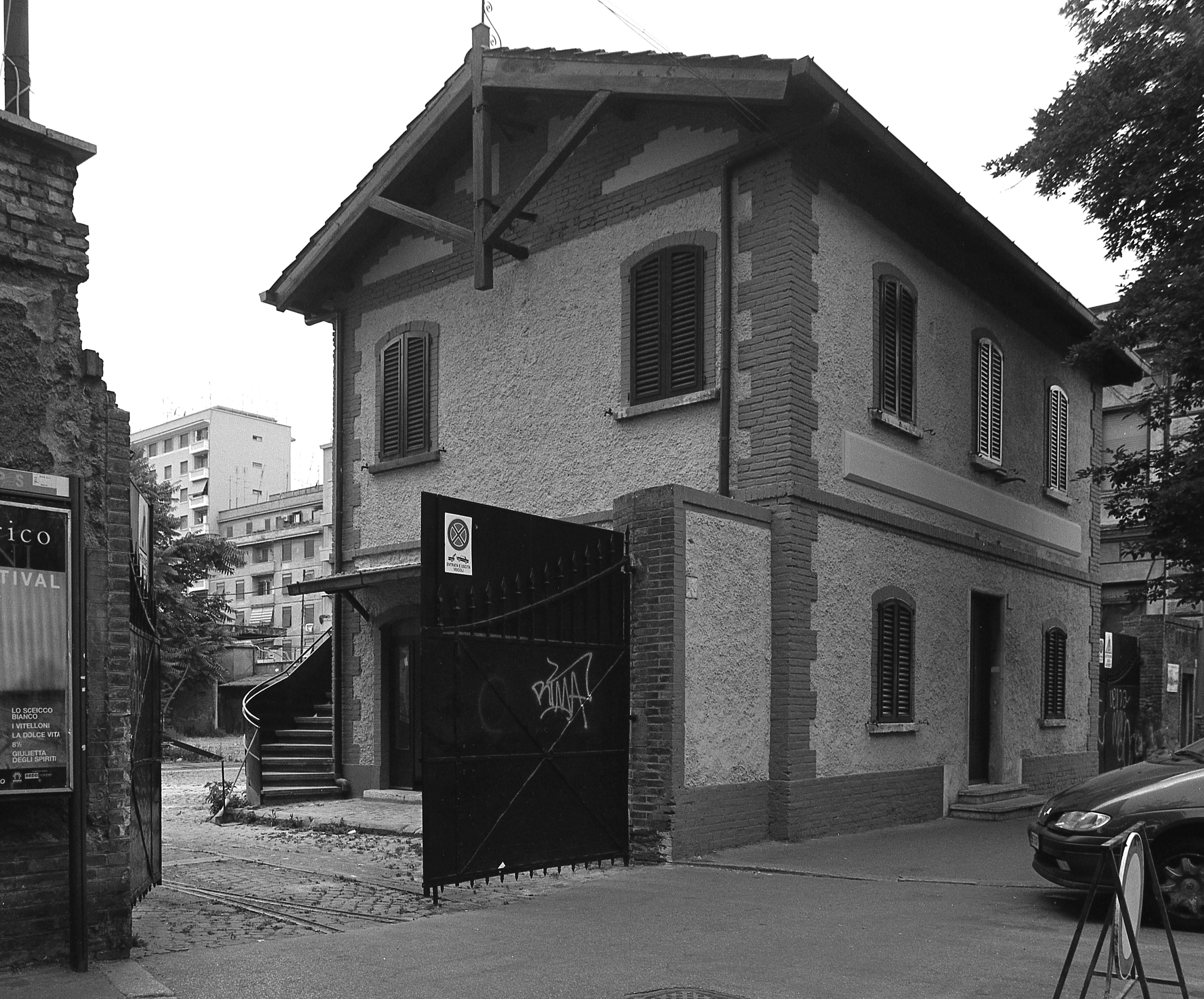
Het kantoor bij het depot, anno 2020 in gebruik als café bij de ingang van het winkelcentrum
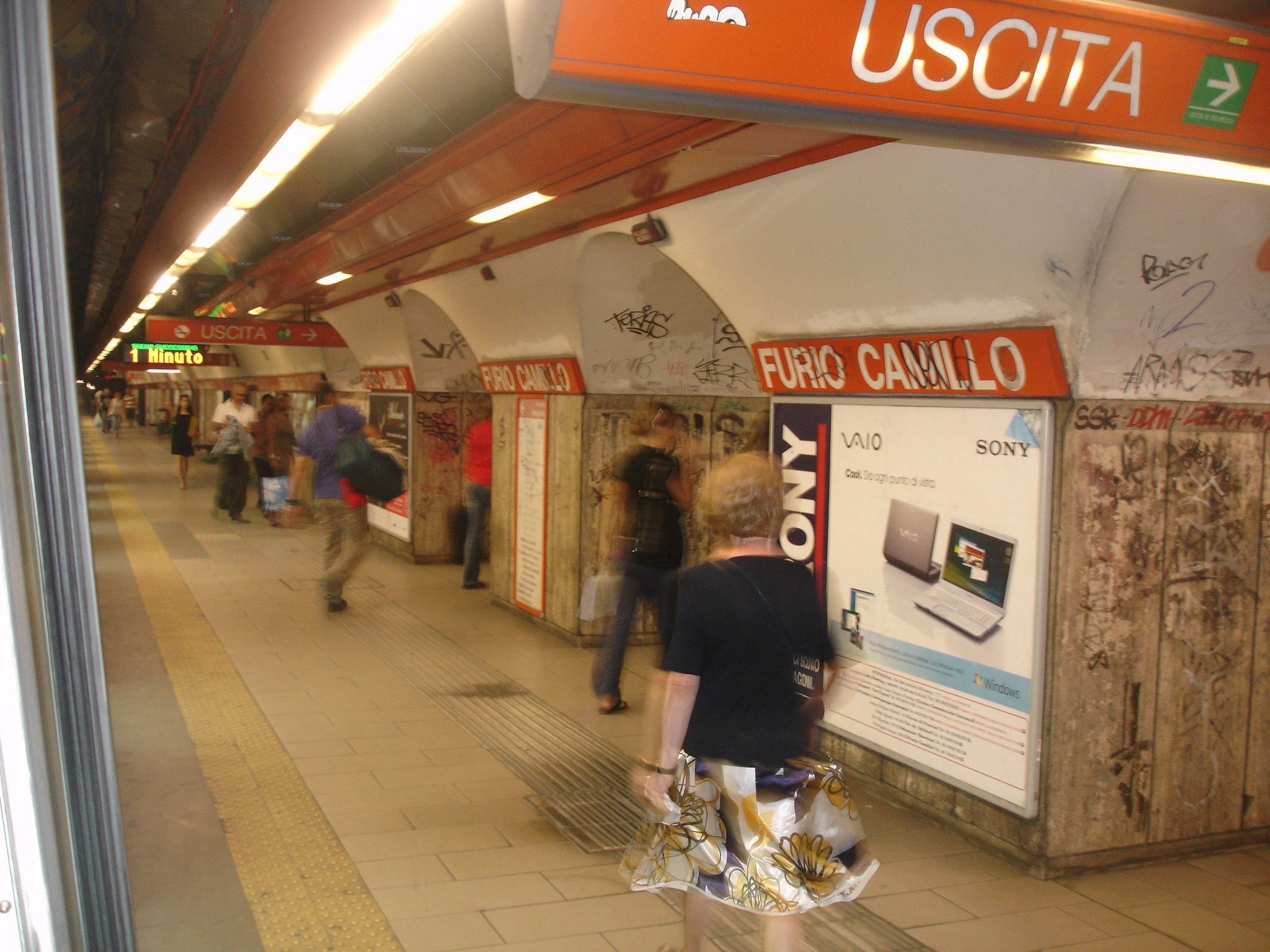
Het perron voor de metro's naar het zuiden

## Inrichting
De verdeelhal is toegankelijk via trappen op de hoek van de Via Appia Nuova en de via Cesare Baronio en op de hoek van de Via Appia Nuova en de viale Furio Camillo. Rolstoelgebruikers kunnen gebruik maken van een lift in de middenberm van de viale Furio Camillo. De perrons zijn met roltrappen en liften verbonden met de verdeelhal. Ten zuiden van de perrons ligt de helling naar Colli Albani - Parco Appia Antica waar het zuidelijke einde van de geboorde tunnel ligt. Bovengronds ligt een winkelcentrum op de plaats van het vroegere depot en ten zuiden daarvan ligt de Villa Lazzaroni met het bijbehorende park. Ongeveer 200 meter noordelijker ligt een taxistandplaats bij de Piazza dell'Alberone.